# Alpineskiën op de Olympische Jeugdwinterspelen 2012
Het alpineskiën op de Olympische Jeugdwinterspelen 2012 vond plaats op de Olympia Run Patscherkofel in Igls, Innsbruck, Oostenrijk van 14 tot en met 21 januari. Er werden negen onderdelen georganiseerd; zowel voor de jongens en meisjes de reuzenslalom, de slalom, de super-g en de supercombinatie en een gemengde parallelle teamwedstrijd. Het verschil ten opzichte van de gewone Olympische Spelen is dat de afdaling niet werd gehouden.

## Deelnemers
De deelnemers moesten in 1995 of 1996 geboren zijn. Het aantal maximale aantal deelnemers was door het IOC op 60 jongens en 55 meisjes gesteld, met een maximum van twee jongens en twee meisjes per land. De zeven beste landen van het landenklassement van het WK alpineskiën voor junioren in 2010 in het Zwitserse Crans-Montana en het gastland kregen zowel bij de jongens als bij de meisjes twee startplaatsen. De andere landen in die ranglijst kregen een startplaats, totdat het totaal aantal startplaatsen was ingevuld. Indien plaatsen niet ingevuld werden, wees de FIS deze alsnog toe. Een land bepaalde zelf welke deelnemers het inschreef.
België en Nederland
Uit België nam Dries Van den Broucke op alle vier individuele onderdelen bij de jongens deel. Hij behaalde zilver in de afsluitende slalom, eindigde als 23e in de reuzenslalom en bereikte zowel in de super-g als supercombinatie de eindstreep niet. Uit Nederland nam Adriana Jelínková op alle vier individuele onderdelen bij de meisjes deel. Zij behaalde brons in de supercombinatie, eindigde als 6e in de reuzenslalom, 13e in de super-g en bereikte in de afsluitende slalom de eindstreep niet.

## Medailles

### Jongens
| Onderdeel       | Goud | Goud           | Zilver | Zilver                | Brons | Brons              |
| --------------- | ---- | -------------- | ------ | --------------------- | ----- | ------------------ |
| Reuzenslalom    | AUT  | Marco Schwarz  | ITA    | Hannes Zingerle       | SUI   | Sandro Simonet     |
| Slalom          | SUI  | Sandro Simonet | BEL    | Dries Van den Broucke | AUT   | Mathias Elmar Graf |
| Super-G         | MAR  | Adam Lamhamedi | SWE    | Fredrik Bauer         | AND   | Joan Verdu Sanchez |
| Supercombinatie | AUT  | Marco Schwarz  | SLO    | Miha Hrobat           | SUI   | Sandro Simonet     |

### Meisjes
| Onderdeel       | Goud | Goud                 | Zilver | Zilver                 | Brons | Brons               |
| --------------- | ---- | -------------------- | ------ | ---------------------- | ----- | ------------------- |
| Reuzenslalom    | FRA  | Clara Direz          | FRA    | Estelle Alphand        | SUI   | Jasmina Suter       |
| Slalom          | SVK  | Petra Vlhova         | CAN    | Roni Remme             | RUS   | Ekaterina Tkachenko |
| Super-G         | FRA  | Estelle Alphand      | NOR    | Nora Grieg Christensen | AUT   | Christina Ager      |
| Supercombinatie | SWE  | Magdalena Fjällström | FRA    | Estelle Alphand        | NED   | Adriana Jelínková   |

### Gemengd
| Onderdeel                | Goud | Goud                                                           | Zilver | Zilver                                                                     | Brons | Brons                                                   |
| ------------------------ | ---- | -------------------------------------------------------------- | ------ | -------------------------------------------------------------------------- | ----- | ------------------------------------------------------- |
| Parallelle teamwedstrijd | AUT  | Christina Ager Mathias Graf Martina Rettenwender Marco Schwarz | NOR    | Nora Grieg Christensen Martin Fjeldberg Mina Fuerst Holtmann Marcus Monsen | FRA   | Estelle Alphand Clara Direz Leny Herpin Victor Schuller |

Alpineskiën · Biatlon · Bobsleeën · Curling · Freestyleskiën · IJshockey · Kunstrijden · Langlaufen · Noordse combinatie · Rodelen · Schaatsen · Schansspringen · Shorttrack · Skeleton · Snowboarden